# إلياس غلين
إلياس غلين (بالإنجليزية: Elias Glenn) هو محامي وقاضي أمريكي، ولد في 26 أغسطس 1769 في إلكتون في الولايات المتحدة، وتوفي في 6 يناير 1846 في بالتيمور في الولايات المتحدة.